# Tem Hansen
Pour les articles homonymes, voir Hansen.
Tem Hansen, né le 18 janvier 1984 à Vallø au Danemark, est un footballeur international féroïen, qui évoluait au poste de milieu de terrain.

## Biographie

### Carrière internationale
Tem Hansen compte trois sélections avec l'équipe des îles Féroé entre 2007 et 2008,.
Il est convoqué pour la première fois en équipe des îles Féroé par le sélectionneur national Jógvan Martin Olsen, pour un match des éliminatoires de l'Euro 2008 contre l'Ukraine le 24 mars 2007. Il entre à la 74e minute de la rencontre, à la place de Súni Olsen. Le match se solde par une défaite 2-0 des Féroïens. 
Il reçoit sa dernière sélection le 4 juin 2008 contre l'Estonie, lors d'un match amical. Le match se solde par une défaite 4-3 des Féroïens.